# (11116) 1996 EK
1996 إي كي (ويعرف أيضًا باسم (11116) 1996 إي كي وفق تسمية الكوكب الصغير) (بالإنجليزية: 1996 EK)‏ هو كويكب ضمن حزام الكويكبات؛ وترتيبه 11116 من حيث الاكتشاف.
اكتُشف هذا الجُرم الفلكي بواسطة سيجي أويدا في 10 مارس 1996.

## وصلات خارجية
- (11116) 1996 EK في قاعدة بيانات مختبر الدفع النفاث لأجرام النظام الشمسي الصغيرة

- الاكتشاف · مخطط المدار ·  العناصر المدارية · المعلمات المادية

- (11116) 1996 EK على موقع ويكي سكاي: DSS2, SDSS, GALEX, IRAS, Hydrogen α, X-Ray, Astrophoto, Sky Map, Articles and images